# Daphnia latispina
Daphnia latispina är en kräftdjursart som beskrevs av Korinek och Paul D.N. Hebert 1996. Daphnia latispina ingår i släktet Daphnia och familjen Daphniidae. Inga underarter finns listade i Catalogue of Life.